# NOS Studio Voetbal
NOS Studio Voetbal is een wekelijks televisieprogramma over actuele voetbalgebeurtenissen dat op NPO 1 door de NOS wordt uitgezonden. Het wordt uitgezonden op zondagavond tijdens elke speelronde van de Eredivisie. In het programma wordt het voetbalnieuws van de afgelopen week besproken door de presentator en een aantal in samenstelling wisselende analytici. Het programma volgde in augustus 2002 Studio Sport Eredivisie op Maandag op, dat een jaar heeft bestaan.
Het programma bevat een wekelijks overzicht van de gespeelde wedstrijden in de Eredivisie. In de beginjaren van Studio Voetbal - van 2002 tot 2008 - gemaakt en ingesproken door Henry Schut; later door onder meer Ronald van der Geer. Vanaf januari 2015 kreeg het onderdeel, genaamd Het eredivisieweekend in vogelvlucht, vanuit de studio een presentator die de beelden aan elkaar praat. Sjoerd van Ramshorst was vanaf dat moment verantwoordelijk voor dit onderdeel. Vanaf het seizoen 2019/20 werd Van Ramshorst de vaste presentator van dit programma en spreekt Joris van den Berg het overzicht aan elkaar als voice-over. De laatste jaren is het overzicht geen onderdeel meer van het programma.

## Programma-inhoud
In het kader van 60 jaar betaald voetbal in Nederland wordt vanaf 17 augustus 2014 elke uitzending afgesloten met een portret van een voetballer of trainer uit het verleden. Deze column wordt door Frank Heinen geschreven en uitgesproken. Na een aantal seizoenen werd de column omgedoopt tot Eindsignaal. De begeleidende muziek betreft het nummer Alone Time door Explosions in the Sky en David Wingo, gemaakt voor de soundtrack van de film Prince Avalanche.
Sinds september 2015 is er de rubriek Korte Corner, een column van Jan Beuving. Aan het eind van het seizoen 2018-19 stopte Beuving hiermee en werd de rubriek het daaropvolgende seizoen (vanaf augustus 2019) overgenomen door Marcel van Roosmalen. Met ingang van 29 oktober 2023 is publiek welkom bij de live uitzendingen.
In juni 2024 werd het programma ook uitgezonden tijdens het EK voetbal. Het werd toen uitgezonden onder de Duitse titel Studio Fußball. Het werd dagelijks uitgezonden en de tijdens het EK gespeelde wedstrijden werden besproken. Nadat het Nederlands Elftal op woensdag 10 juli in de halve finale werd uitgeschakeld, werd het programma niet meer uitgezonden op de dagen zonder voetbalwedstrijden. Het werd alleen nog maar op de dag van de finale uitgezonden.

## Presentatoren

### Huidige presentatoren
- Sjoerd van Ramshorst (eredivisieoverzicht en 2e reserve, 2015-2019, 2019-heden vaste presentator)
- Gert van 't Hof (2019-heden 1e reserve)
- Jeroen Stekelenburg (2024 invaller)

### Voormalige presentatoren
- Humberto Tan (2002-2005)
- Jack van Gelder (2002-2015)
- Toine van Peperstraten (2002-2013 2e reserve)
- Tom Egbers (2002-2015 1e reserve, 2015-2019 vaste presentator)
- Henry Schut (2015-2019 1e reserve)

## Analytici
In het programma wordt er afgewisseld in analytici. Er zat vanaf het seizoen 2014/2015 regelmatig een medewerker van Fox aan tafel om de samenwerking met de voetbalrechten te laten zien. Pierre van Hooijdonk is de laatste jaren iedere week aanwezig.
Andere terugkerende analytici:
- Arno Vermeulen
- Rafael van der Vaart
- Ibrahim Afellay
- Jeroen Stekelenburg
- Theo Janssen

In het verleden o.a.:
- Hugo Borst
- Jan Mulder
- Youri Mulder
- Jan van Halst
- Kenneth Pérez
- Ronald Waterreus
- Ron Jans
- Co Adriaanse
- Ronald de Boer
- Ruud Gullit
- Marc van Hintum
- Bert van Marwijk
- Özcan Akyol
- Peter Hyballa
- Daphne Koster
- Sjoerd Mossou
- Kees Jansma
- John van den Brom
- Willem Vissers